# Гілліард (Флорида)
Гілліард (англ. Hilliard) — місто (англ. town) в США, в окрузі Нассау штату Флорида. Населення — 2967 осіб (2020).

## Географія
Гілліард розташований за координатами 30°41′13″ пн. ш. 81°55′16″ зх. д. / 30.68694° пн. ш. 81.92111° зх. д. (30.686897, -81.921169).  За даними Бюро перепису населення США в 2010 році місто мало площу 14,10 км², уся площа — суходіл.

## Демографія
Згідно з переписом 2010 року, у місті мешкало 3086 осіб у 1120 домогосподарствах у складі 778 родин. Густота населення становила 219 осіб/км².  Було 1206 помешкань (86/км²).
Расовий склад населення:
| - 89,0 % — білих - 8,7 % — чорних або афроамериканців - 0,5 % — корінних американців - 0,4 % — азіатів |

До двох чи більше рас належало 1,1 %. Частка іспаномовних становила 1,4 % від усіх жителів.
За віковим діапазоном населення розподілялося таким чином: 27,5 % — особи молодші 18 років, 58,9 % — особи у віці 18—64 років, 13,6 % — особи у віці 65 років та старші. Медіана віку мешканця становила 34,3 року. На 100 осіб жіночої статі у місті припадало 89,3 чоловіків;  на 100 жінок у віці від 18 років та старших — 87,1 чоловіків також старших 18 років.
Середній дохід на одне домашнє господарство  становив 54 761 долар США (медіана — 48 825), а середній дохід на одну сім'ю — 60 255 доларів (медіана — 54 342). Медіана доходів становила 43 750 доларів для чоловіків та 36 473 долари для жінок. За межею бідності перебувало 20,7 % осіб, у тому числі 29,7 % дітей у віці до 18 років та 13,4 % осіб у віці 65 років та старших.
Цивільне працевлаштоване населення становило 1197 осіб. Основні галузі зайнятості: освіта, охорона здоров'я та соціальна допомога — 19,6 %, роздрібна торгівля — 12,6 %, мистецтво, розваги та відпочинок — 12,2 %.